# Монумент Памяти и Единения
Монумент Памяти и Единения — памятник «Очаг», установленный в городе Майкопе, посвящённый памяти жертв Кавказской войны.[уточнить]
Памятник окружен парком и стал важной составляющей в архитектурной композиции, объединяющей мечеть, филармонию, Национальный музей Адыгеи и площадь Дружбы.

## О памятнике
19 июля 2013 года в Майкопе состоялась торжественная церемония открытия монумента «Единение и Согласие». Он посвящен жертвам Кавказской войны и является символом объединения всех жителей республики.
В основе «Монумента» лежит образ очага, имеющего в жизни и быту народа глубоко символическое значение. Очаг один из самых выразительных элементов адыгской архитектуры и с ним связаны много обрядов, которые в совокупности могут быть выделены как понятие «очажная культура». В частности: один раз в год из очага выстреливали в небо, чтобы злой дух не проник в жилье. Очаг — одно из отражений философии народа: быть в единстве с природой, он также является символом гостеприимства, изобилия и миролюбия. Пожар Кавказской войны погасил тысячи очагов.
Идея проекта — создание единого очага для всех адыгов и для приглашения других народов к теплу, к диалогу и взаимопониманию.
По замыслу автора Берсирова А. М. монумент от основания до самого верха разбит на несколько ярусов.
К первому ярусу относится сам стилобат, на котором покоится «Очаг».
Второй ярус посвящен знаковым элементам адыгской культуры.
На восточной стороне композиция, отражающая обряд встречи Нового Года. Новый год наступал с появления из-за гор первых лучей солнца. Рельеф из фигур старейшины, девочки и мальчика в национальных костюмах, каждое утро будет встречать новый день.
На южной стороне (гъоу) — рельеф глашатая, зовущего соплеменников вернуться на историческую Родину.
На северной стороне изображен герой нартского эпоса Сауеэрыкъо на коне (Тхъожьый) возвращающего огонь людям — адыгский Прометей — который стал главным символом на нашем гербе. Здесь народ смог взойти на Олимп философского осмысления огня, как общечеловеческую ценность.
На западной стороне монумента рельеф, практически, повторяющий артефакт — серебреная нашивка на кольчуге воина, состоящего из двух частей. Верхняя часть посвящена торжеству жизни, а нижняя — смерти. В первом случае рождение олененка, а во втором — орел убивает зайца в кустах. Эти две части разделены чертой — другого не дано: «жизнь» или «смерть». Воин с такой высокой мотивацией не мог быть захватчиком, он осознавал себя как защитника отечества, своего очага.
На третьем ярусе размещены барельефы выдающихся представителей народа, внесших заметный вклад в мировую культуру, а также знаменитых воинов-предводителей.
Четвёртый ярус — так называемое «Каменное поле». Настало «время собирать камни».
Пятый ярус отображает древние элементы символики адыгов, ставшие частью официальной геральдики Республики Адыгея, это «три стрелы» и «12 золотых звезд».
Благоустройство территории включает в себя несколько интерактивных площадок, которые будут как познавательными, так и обрядовыми.
Проект предусматривает существенное переустройство дендрологии, которая получит этнографическую основу. Использование знаковой системы национального орнамента позволяет создать информационные площадки при устройстве мощения вокруг монумента.

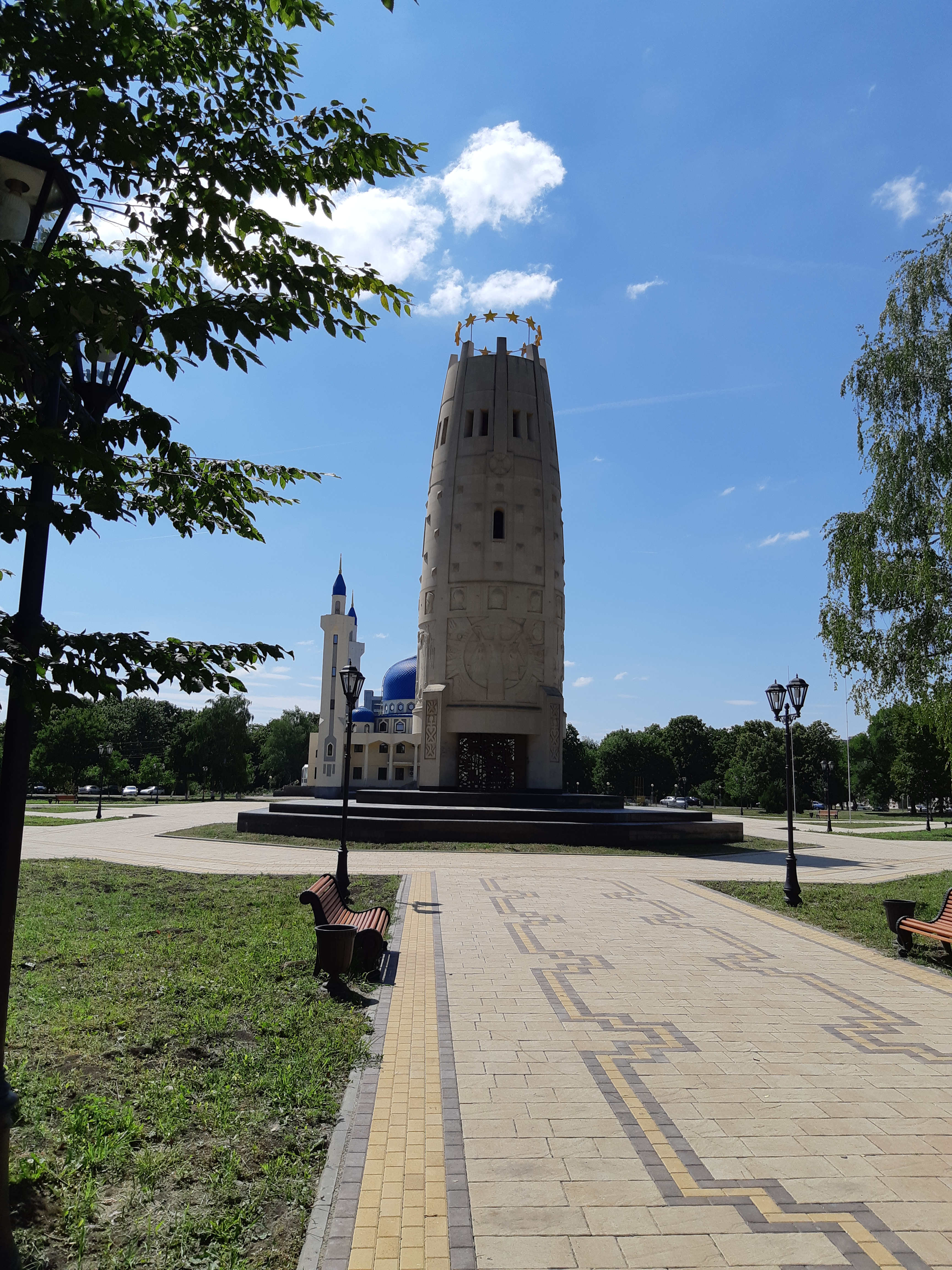
Монумент Памяти и Единения в Майкопе. 2.
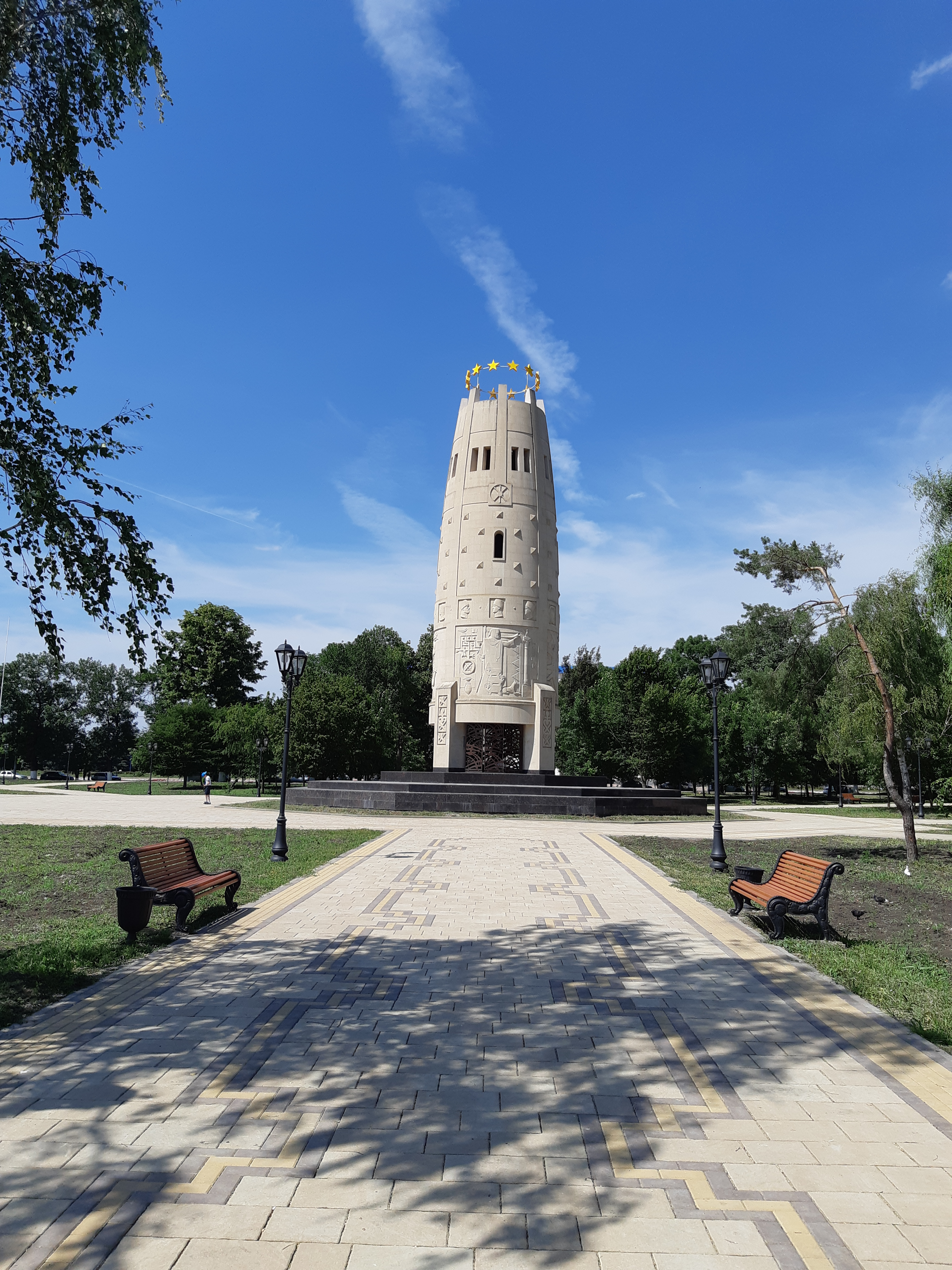
Монумент Памяти и Единения в Майкопе. 3.
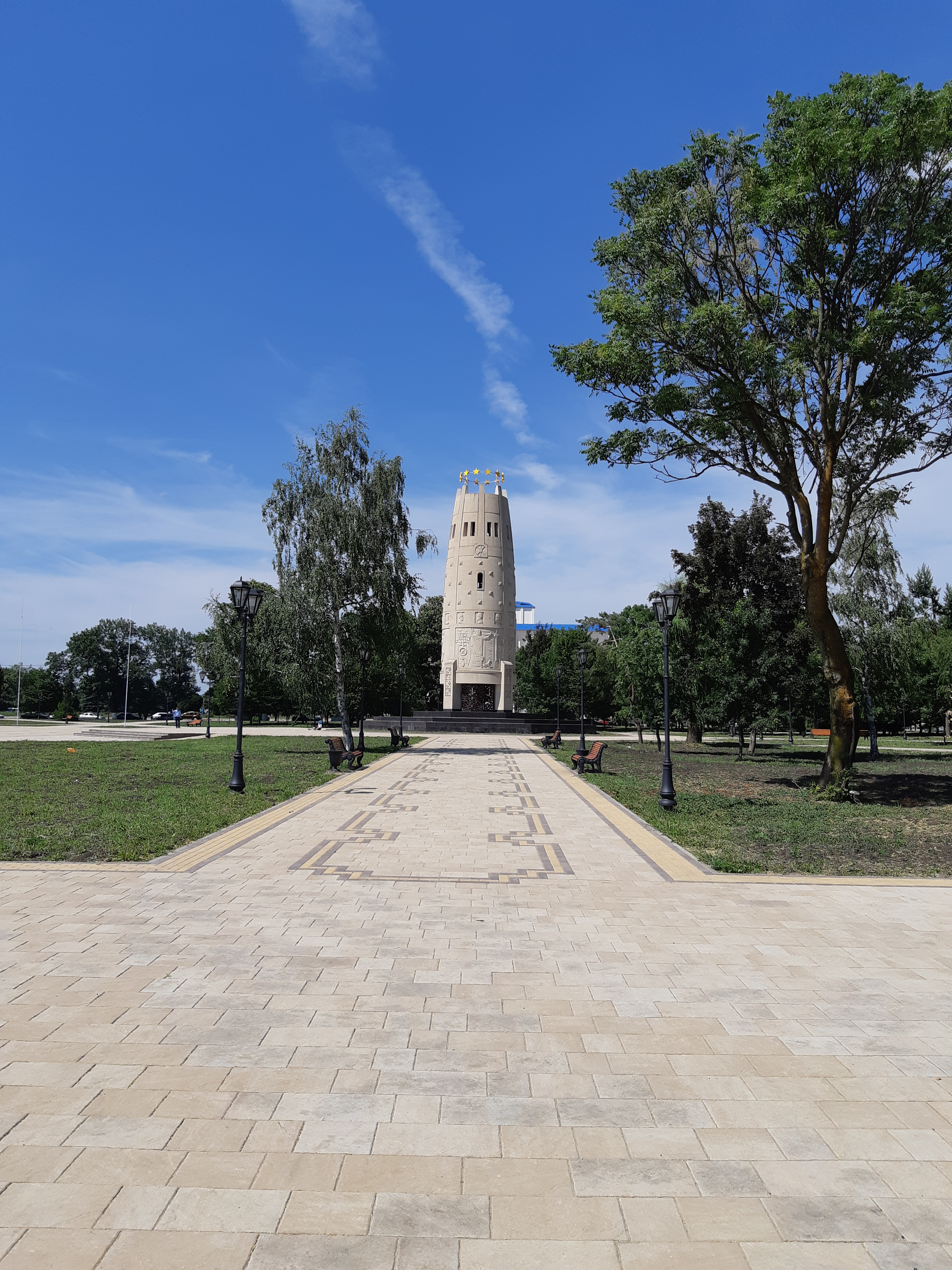
Монумент Памяти и Единения в Майкопе. 5.
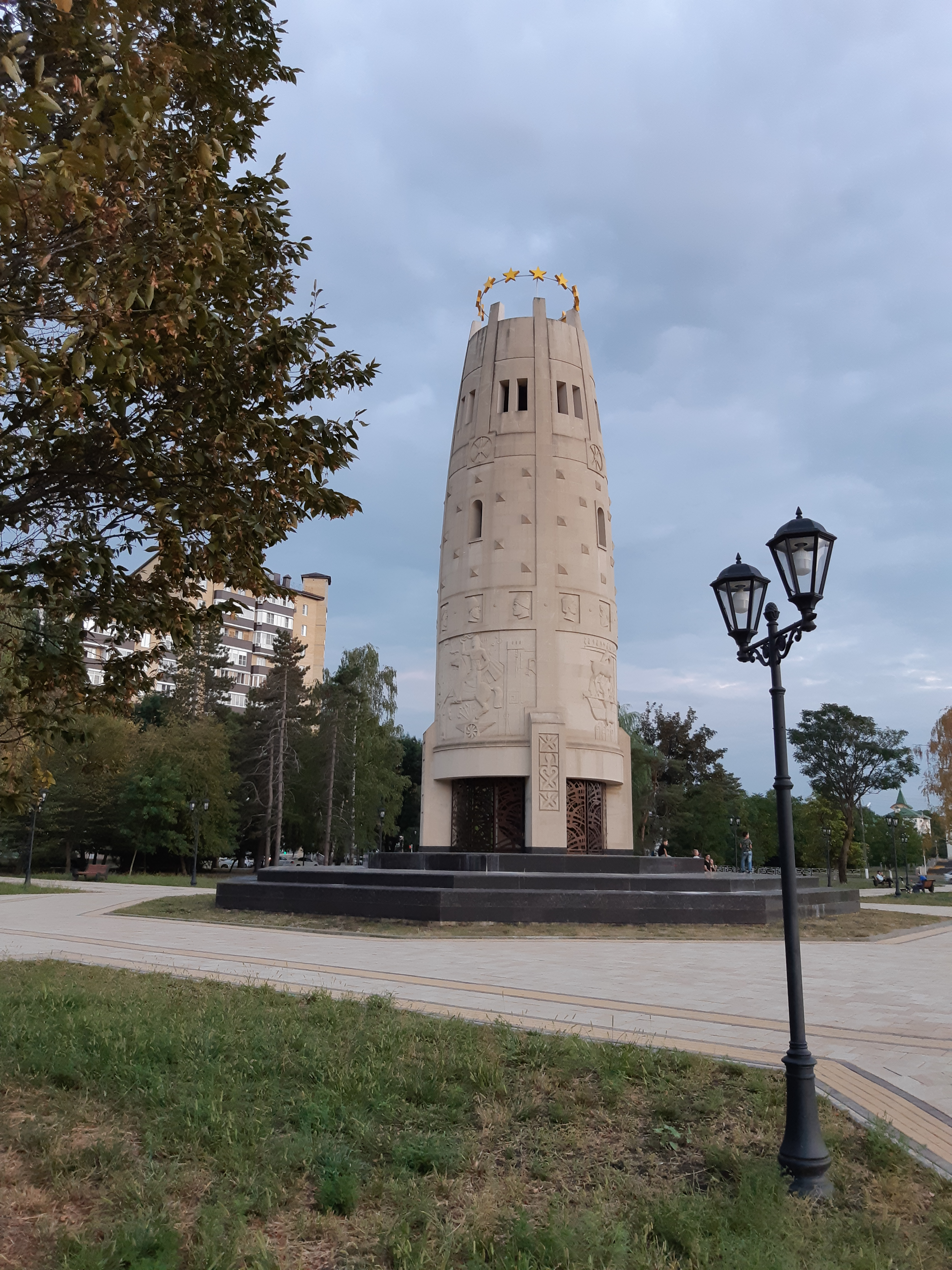
Монумент Памяти и Единения в Майкопе. 4.
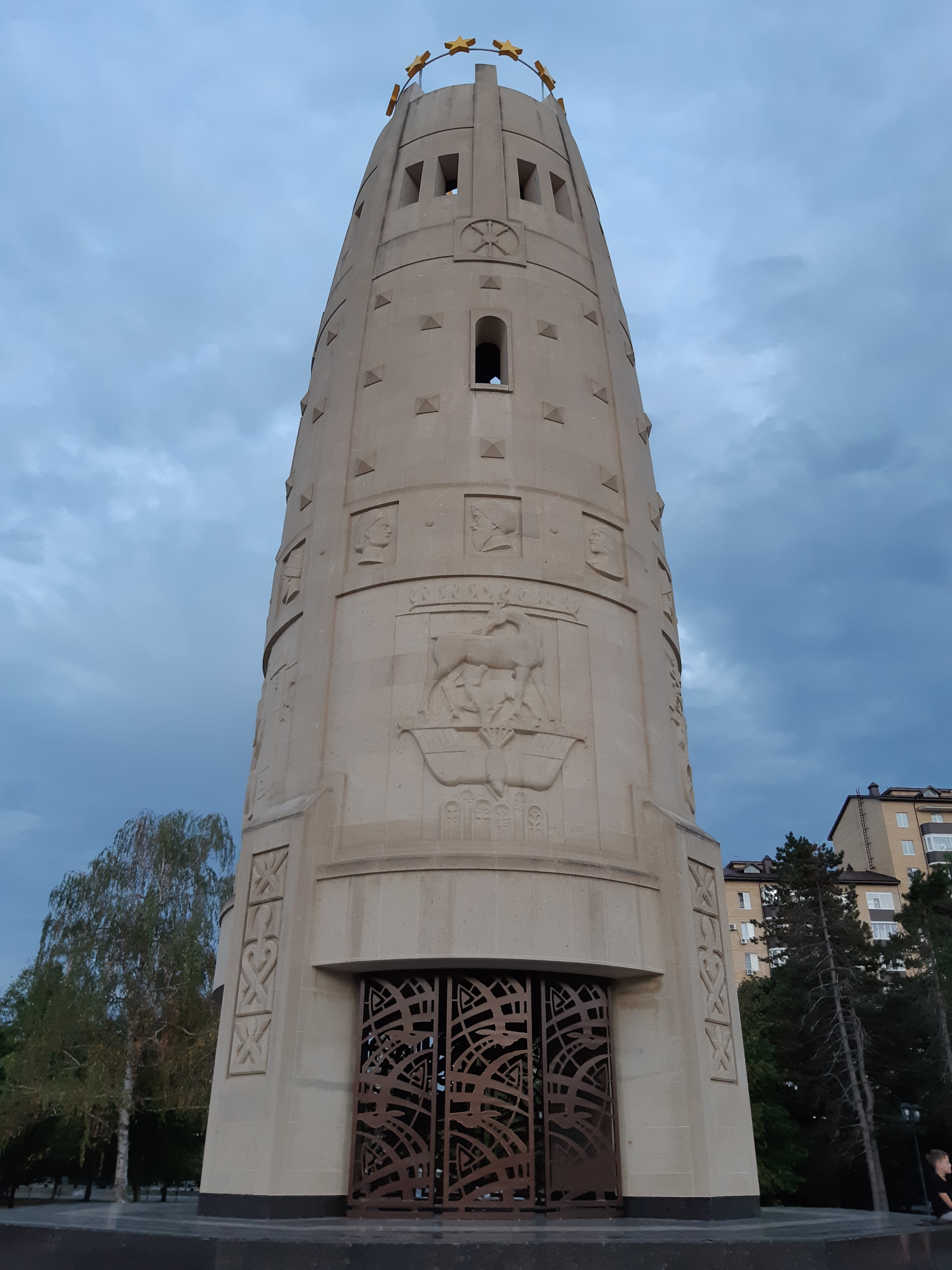
Монумент Памяти и Единения, посвящённый жертвам Кавказской войны в Майкопе. 2018.